# Nebil Ibrahim
Nebil Mahmud Ibrahim (2 de diciembre de 2000) es un deportista sueco que compite en boxeo. En los Juegos Europeos de Cracovia 2023 consiguió una medalla de bronce en la categoría de 57 kg.

## Palmarés internacional
| Juegos Olímpicos | Juegos Olímpicos    | Juegos Olímpicos  | Juegos Olímpicos |
| Año              | Lugar               | Medalla           | Categoría        |
| ---------------- | ------------------- | ----------------- | ---------------- |
| 2024             | París (Francia)     |                   | 57 kg            |
| Juegos Europeos  |                     |                   |                  |
| Año              | Lugar               | Medalla           | Categoría        |
| 2023             | Nowy Targ (Polonia) | Medalla de bronce | 57 kg            |